# Tovo San Giacomo
Tovo San Giacomo är en ort och kommun i provinsen Savona i regionen Ligurien i Italien. Kommunen hade 2 549 invånare (2018).